# John Q. Tufts

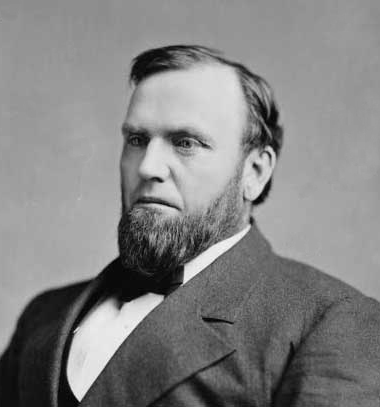
John Q. Tufts

John Quincy Tufts (* 12. Juli 1840 bei Aurora, Dearborn County, Indiana; † 10. August 1908 in Los Angeles, Kalifornien) war ein amerikanischer Politiker. Zwischen 1875 und 1877 vertrat er den Bundesstaat Iowa im US-Repräsentantenhaus.

## Werdegang
Im Jahr 1852 kam John Tufts mit seinen Eltern in das Muscatine County in Iowa. Dort besuchte er die öffentlichen Schulen und dann das Cornell College in Mount Vernon. Seit 1858 war Tufts im Cedar County ansässig, wo er in der Landwirtschaft arbeitete.
Politisch war er Mitglied der Republikanischen Partei. In den Jahren 1870, 1872 und 1874 saß er als Abgeordneter im Repräsentantenhaus von Iowa. 1874 wurde Tufts im zweiten Wahlbezirk von Iowa in das US-Repräsentantenhaus in Washington, D.C. gewählt, wo er am 4. März 1877 die Nachfolge von Aylett R. Cotton antrat. Da er im Jahr 1876 auf eine weitere Kandidatur verzichtete, konnte Tufts bis zum 3. März 1877 nur eine Legislaturperiode im Kongress absolvieren.
Nach seiner Zeit im US-Repräsentantenhaus war Tufts zwischen 1879 und 1887 Indianeragent im Gebiet des heutigen Staates Oklahoma. Dort gründete er im Jahr 1880 die erste indianische Polizeieinheit. Nach seiner Zeit als Indianeragent zog Tufts nach Los Angeles. Dort war er zwischen 1892 und 1896 Vorsitzender des Stadtrates. John Tufts war seit dem 10. Oktober 1861 mit Susan Shaw Cook verheiratet, mit der er elf Kinder hatte. Er starb am 10. August 1908 in Los Angeles.